# Helina bicolorata
Helina bicolorata este o specie de muște din genul Helina, familia Muscidae. A fost descrisă pentru prima dată de Malloch în anul 1919. Conform Catalogue of Life specia Helina bicolorata nu are subspecii cunoscute.